# Солодовников, Николай
Николай Солодовников (род. 18 апреля 2000, Тирасполь) — молдавский футболист, нападающий казахстанского клуба «Улытау».

## Клубная карьера
Футбольную карьеру начал в 2018 году в составе клуба «Динамо-Авто».
В 2021 году подписал контракт с клубом «Сфынтул Георге».
В 2022 году перешёл в польский клуб «Висла» Сандомир.
В феврале 2025 года подписал контракт с клубом «Улытау».

## Карьера в сборной
8 октября 2021 года дебютировал за сборную Молдовы до 21 года в матче против сборной Уэльса до 21 года (1:0).

## Статистика
| Игровая карьера | Игровая карьера | Игровая карьера | Лига | Лига | Кубок | Кубок | Межд. | Межд. | СК | СК |
| --------------- | --------------- | --------------- | ---- | ---- | ----- | ----- | ----- | ----- | -- | -- |
| 2023/2024       | Флорешты        | А               | 13   | 7    | —     | —     | —     | —     | —  | —  |
| 2023/2024       | Кукеси          | А               | 15   | 3    | 6     | 1     | —     | —     | —  | —  |
| 2024            | Судува          | А               | 12   | 1    | —     | —     | —     | —     | —  | —  |
| 2025            | Улытау          | А               | —    | —    | —     | —     | —     | —     | —  | —  |